# Havraň
Havraň (deutsch Hawran, früher villa Hawranczy, Havrana, Hawranie, Habran, Habern) ist eine Gemeinde im Bezirk Most in Tschechien.

## Geschichte
Schriftlich wurde Havraň erstmals 1281 im Zusammenhang mit der Person Qual de Habran (Chval z Havraně) erwähnt. Im Jahre 1497 kaufte die Stadt Brüx den Ort. Zu Beginn des 19. Jahrhunderts werden hier die ersten Braunkohle-Bergwerke eröffnet. Der Abbau war jedoch nicht so rentabel wie im Brüxer Becken. Havraň gehörte damit eher zu den Regionen, die Landwirtschaft betrieben. Das einzige Industrieunternehmen, das sich hier etablierte, war die Zuckerfabrik Hielle und Dittrich.
1887 erhielt Hawran durch die Lokalbahn Potscherad–Wurzmes einen Bahnanschluss.
Westlich von Moravěves befindet sich heute das Industriegebiet Joseph.

## Gemeindegliederung
Die Gemeinde Havraň besteht aus den Ortsteilen Havraň (Hawran), Moravěves (Morawes) und Saběnice (Sabnitz). Grundsiedlungseinheiten sind Havraň, Moravěves, Průmyslová zóna Havraň und Saběnice. Das gesamte Gemeindegebiet bildet den Katastralbezirk Havraň.

## Sehenswürdigkeiten
- St.-Laurentius-Kirche aus dem Jahr 1379.

## Söhne und Töchter der Töchter der Gemeinde
Der österreichische Offizier und parteiunabhängige Minister Josef Wächter wurde in Hawran geboren.